# Nantan (Meteorit)
Koordinaten: 25° 6′ 0″ N, 107° 42′ 0″ O
Der Fall des Meteoriten Nantan wurde im Jahre 1516 von der Bevölkerung der Provinz Guangxi (Kaiserreich China) beobachtet.
Der Eisenmeteorit zerplatzte beim Eintritt in die Atmosphäre und die Bruchstücke fielen auf ein Gebiet von 28 × 8 km Ausdehnung im zur Stadt Hechi gehörenden Kreis Nandan nieder.
Die Meteoritenbruchstücke blieben über 400 Jahre dort liegen, bis man sich 1958 wieder an sie erinnerte. Unter der Parole des „großen Sprungs nach vorn“ sollte der Agrarstaat China in einen modernen Industriestaat umgewandelt werden. Dabei wurde der Schwerindustrie eine große Bedeutung beigemessen. Überall im Land wurden primitive Hochöfen errichtet, um Eisen und Stahl zu erzeugen. Bruchstücke des Nantan-Meteoriten wurden versuchsweise eingeschmolzen, eigneten sich aber aufgrund des hohen Nickelgehaltes nicht zur Verhüttung.
Der Nantan-Meteorit stammt aus dem Asteroidengürtel und wird seit 2006 als grober Oktaedrit der Gruppe IAB-MG klassifiziert. Bislang wurden 9,5 Tonnen gefunden, das schwerste Fragment wiegt 2 t. Aufgrund des langen Aufenthaltes in feuchter Umgebung sind die Fundstücke stark verwittert und brüchig.
Chemische Zusammensetzung: 92,35 % Eisen; 6,96 % Nickel; Spuren von Kohlenstoff, Kupfer, Cobalt, Schwefel, Phosphor, Chrom, Gallium, Germanium, Arsen, Antimon, Wolfram, Rhenium, Iridium, Gold, Rubidium, Palladium, Osmium, Praseodym, Mangan, Silber, Cadmium
Siehe auch: Liste von Meteoriten

## Fotogalerie

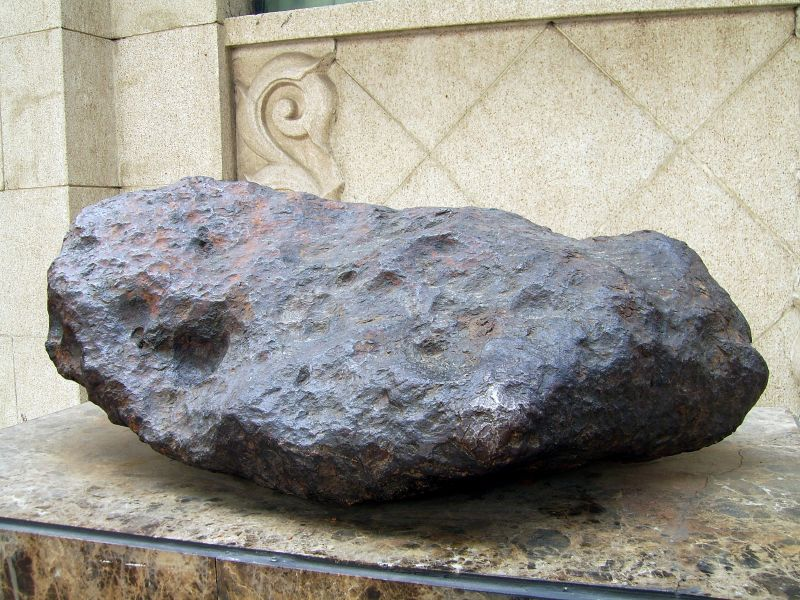
Der Nantan-Meteorit, Guangxi
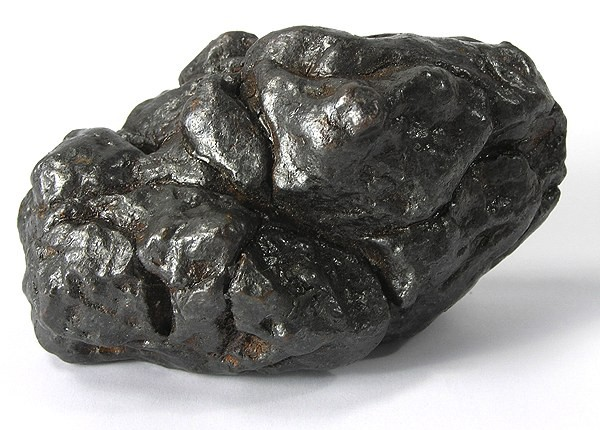
Fragment des Nantan-Meteoriten, Größe: 7,9 × 4,2 × 3,9 cm.

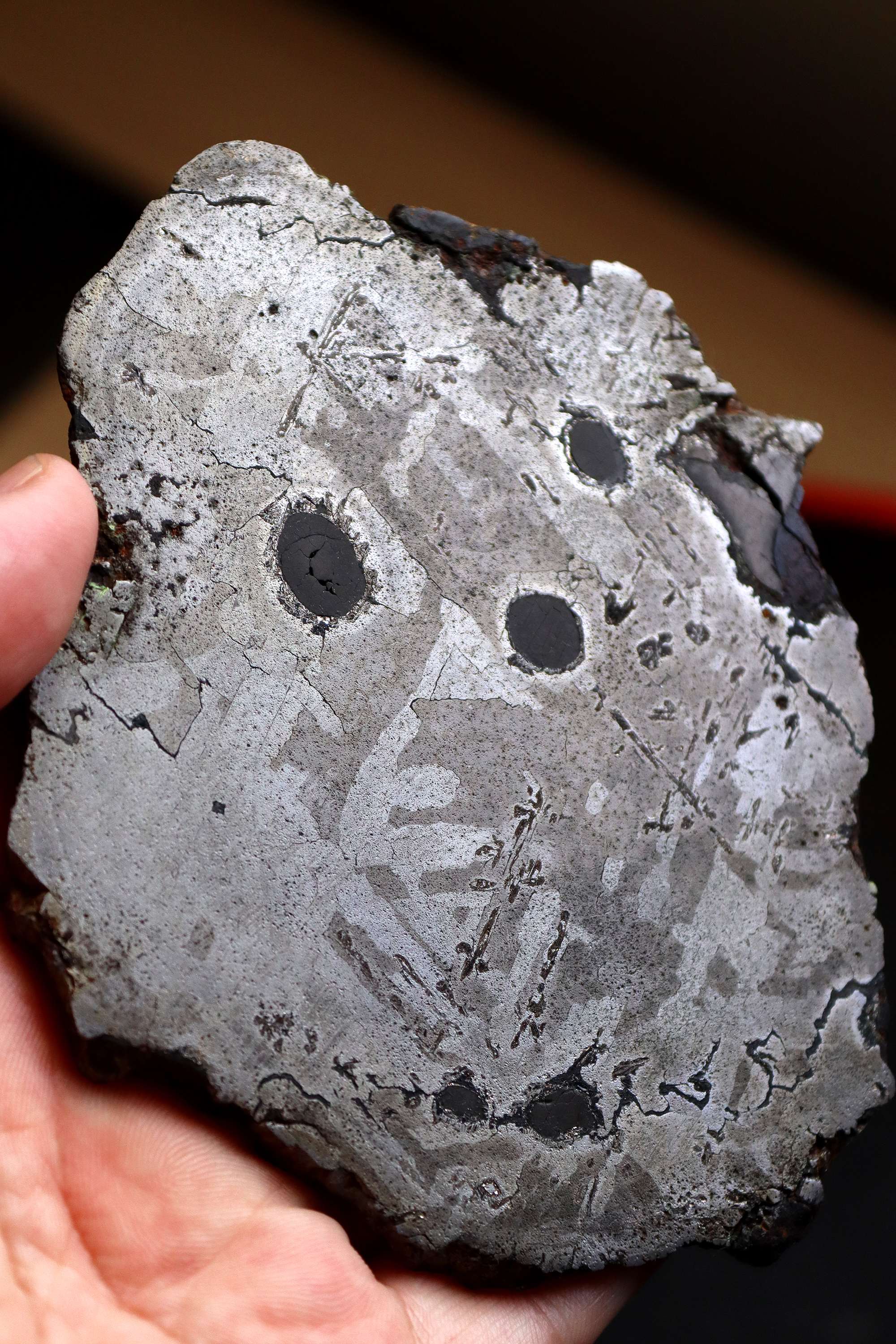
Fragment des Nantan-Meteoriten, präpariert um die Widmanstätten-Struktur zu zeigen